# Pinus pumila
Il pino nano siberiano (Pinus pumila, Pall. Regel) è una specie di albero appartenente al genere Pinus, originaria delle regioni subalpine del nordest dell'Asia, incluse la Siberia, l'ovest della Russia e l'Isola di Sachalin, il nordest della Cina, la penisola di Corea e il Giappone.
È una delle specie dominanti e caratteristiche dei paesaggi del piano alpino delle montagne giapponesi.

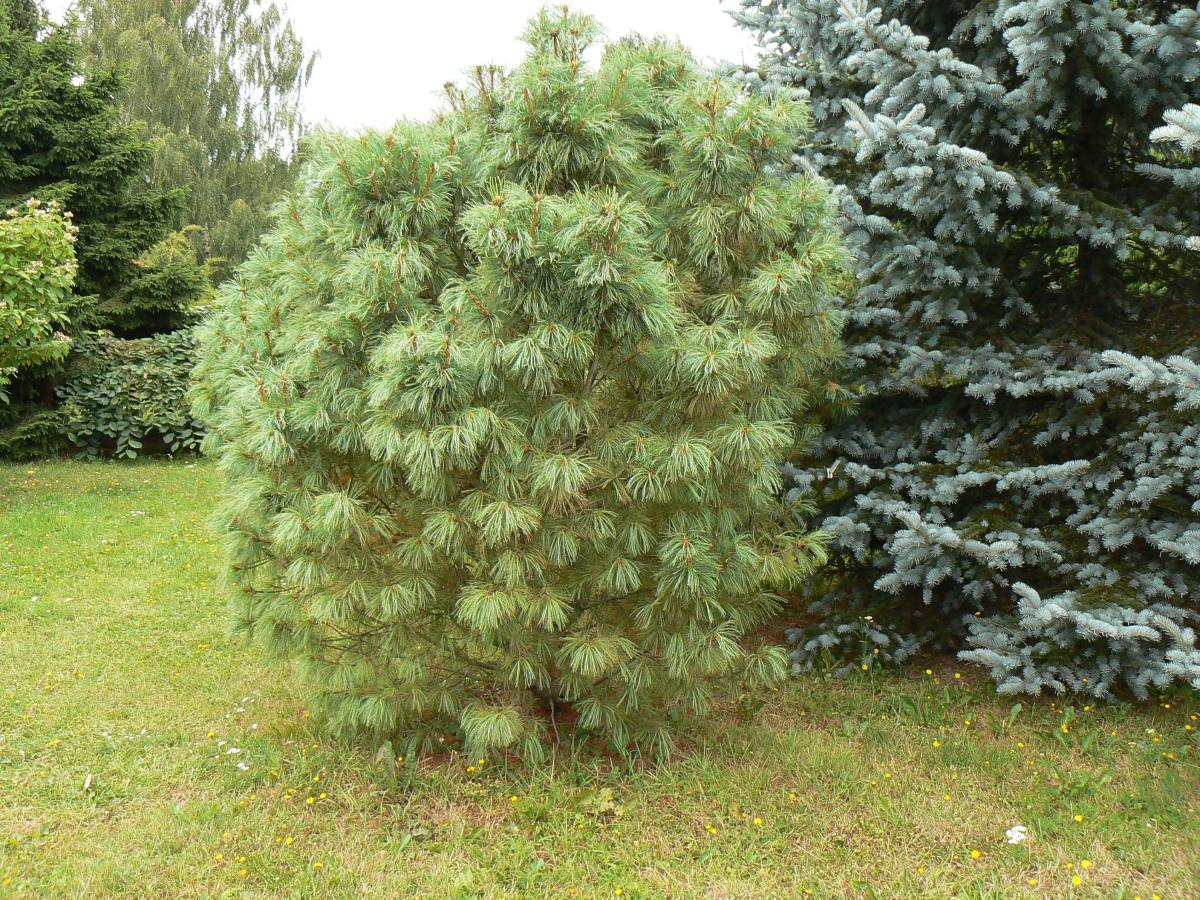
Veduta dell'albero

## Descrizione
Si tratta di un arbusto che raggiunge un'altezza tra 1 e 3 m, arrivando eccezionalmente ai 5. Le foglie sono aghiformi e hanno una larghezza da 4 a 6 cm, formando gruppi di 5. Le pigne misurano tra 2,5 e 4,5 cm.
La sua forma varia significativamente secondo l'ambiente dove cresce, forse anche a causa di una diversità genetica intraspecifica elevata.
Nelle zone montuose del Giappone, si ibrida occasionalmente con il pino bianco del Giappone (Pinus parviflora); queste forme ibride (Pinus hakkodensis) sono più grandi del P. pumila, raggiungendo un'altezza tra 8 e 10 m. Tuttavia, studi recenti hanno messo in dubbio che esse derivino effettivamente da un incrocio tra il P. pumila e il P. parviflora (v. sotto la sezione "Genetica").

## Distribuzione e habitat

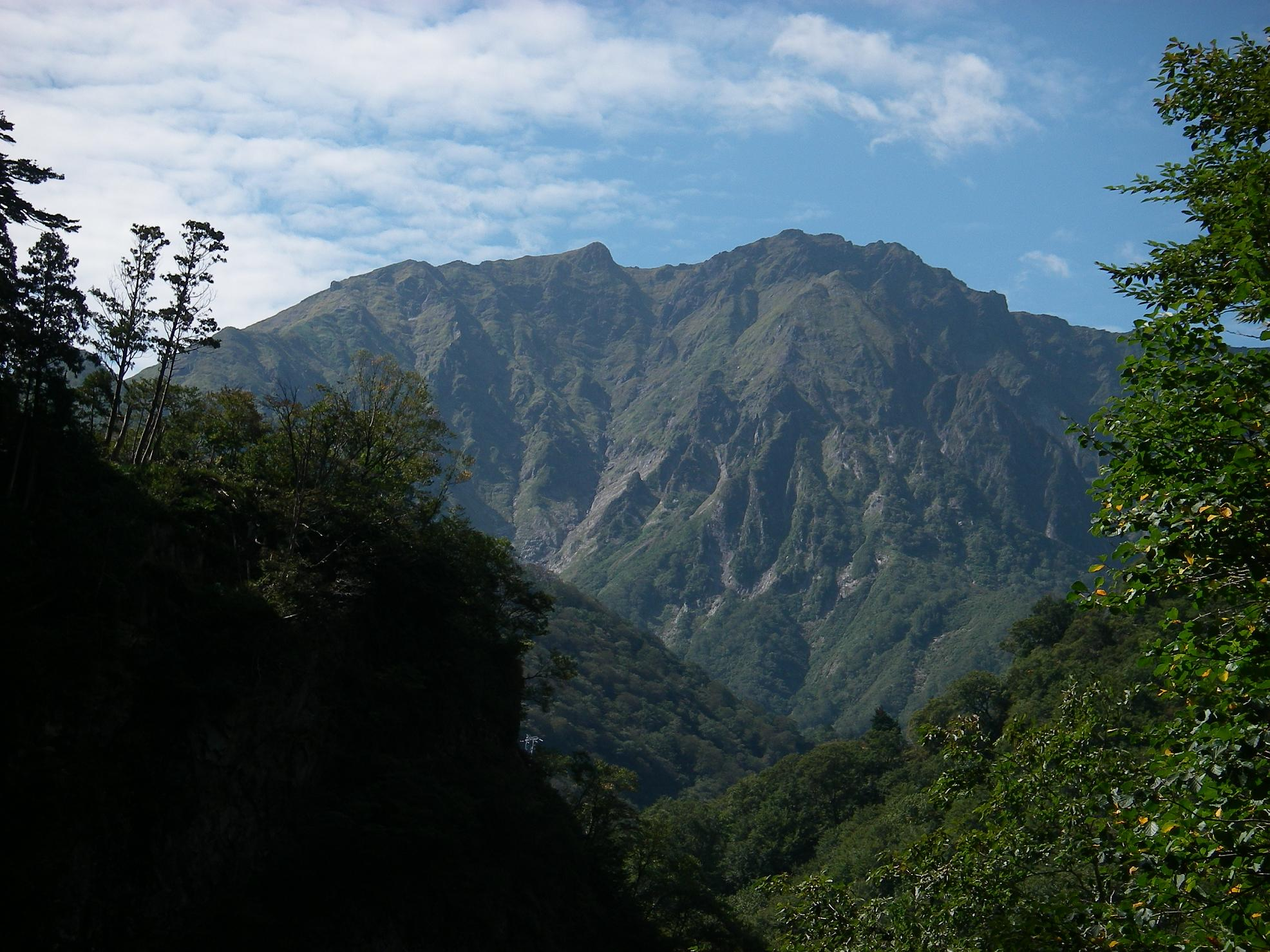
Esempio di habitat propizio al pino Pinus pumila (Montagne di Tanigawa, Giappone)

Questa specie, adattata alle forti pendenze rocciose, vive nel circolo polare fino al Lago Bajkal, nel nordest dell'Asia, e anche nell'arcipelago giapponese.

## Tassonomia
Pinus pumila fu descritto da (Pall.) Regel e pubblicato in Index Seminum (LE) 1858: 23 1859.
Etimologia
Pinus: nome generico dato in latino al pino.
pumila: epiteto latino che significa "nana".
Sinonimi
- Pinus cembra subsp. pumila (Pall.) Endl.
- Pinus cembra var. pumila Pall.
- Pinus cembra var. pygmaea Loudon
- Pinus nana Lemée & H.Lév.
- Pinus pumila f. auriamentata Y.N.Lee[7][8]

## Riproduzione
Il Pinus pumila produce semi che sono dispersi da uccelli, ma ha anche la particolarità di presentare radici avventizie rare tra gli alberi e ancora di più tra i pini, che può far prevedere una riproduzione asessuata per margotta, che potrebbe risultare da un adattamento alle condizioni particolari di alta montagna (frane, valanghe).

## Genetica
Questa specie di pino adattata ad ambienti difficili forma oggetto di studi genetici almeno dagli anni 1990 in Russia e in Giappone.
Questi studi hanno portato in particolare prove genetiche che la specie beneficia - oltre a una dispersione dei semi da parte degli uccelli (zoocoria) - di una reale capacità di dispersione a breve distanza (e anche in senso opposto alla pendenza) per margotta spontanea.
Gli studi hanno anche mostrato che, in rapporto alle altre conifere giapponesi, questa specie presenta una diversità genetica più elevata e una differenziazione genetica importante delle sue popolazioni in seno alla metapopolazione giapponese, come l'aveva mostrata anteriormente anche in Russia (dove tuttavia la differenziazione della popolazione era minore). In Giappone, la variabilità genetica sembra minore nelle popolazioni meridionali più marginali e più elevata in seno alle popolazioni delle isole del nord. Le relazioni genetiche tra popolazioni sono state stimate a partire dagli alberi filogenetici. Esse riflettevano la prossimità geografica delle popolazioni.
La specie vicina Pinus hakkodensis si supponeva che fosse un ibrido risultante dall'incrocio di questa specie con Pinus parviflora var. pentaphylla. Uno studio recente basato sull'analisi del genoma cloroplastico di questo ibrido e dei suoi genitori putativi nelle montagne di Tanigawa (Giappone) ha suggerito fenomeni di introgressione genetica unidirezionale.